# Allophylus timorensis
Allophylus timorensis är en kinesträdsväxtart som först beskrevs av Dc., och fick sitt nu gällande namn av Carl Ludwig von Blume. Allophylus timorensis ingår i släktet Allophylus och familjen kinesträdsväxter. Inga underarter finns listade i Catalogue of Life.